# Sie fürchten weder Tod noch Teufel
Sie fürchten weder Tod noch Teufel (Lost Command) ist ein US-amerikanischer Kriegsfilm aus dem Jahr 1966. Regie führte Mark Robson, das Drehbuch schrieb Nelson Gidding anhand des Romans Die Zenturionen (Les Centurions) von Jean Lartéguy.

## Handlung
Die von Lt. Colonel Pierre Raspeguy befehligte Einheit der französischen Fallschirmjäger erlebt in Französisch-Indochina die Niederlage von Điện Biên Phủ. Nach Gefangenschaft und dem folgenden Waffenstillstand kehren die Soldaten in ihre Heimat zurück. Der aus Algier stammende arabische Offizier Mahidi geht nach dem Indochina-Einsatz zu seiner Familie und erlebt, wie sein jüngerer Bruder erschossen wird, weil er „Indépendance“ („Unabhängigkeit“) an eine Hauswand gepinselt hatte. Nachdem auch noch das Unternehmen seiner Eltern durch Franzosen zerstört worden ist, geht er in den Widerstand. Raspeguy, ehemaliger Schafhirte, nun ein Mann um die fünfzig, bekommt wegen mehrerer Disziplinverstöße kein neues Kommando übertragen. Er bemüht sich um erneuten Einsatz und übernimmt kritiklos einen unangenehmen Auftrag in den aufflammenden Unabhängigkeitskämpfen in Algerien. Dazu sammelt er seine ehemaligen Offiziere aus Indochina, die mittlerweile ein ziviles Leben führen. Unter ihnen ist Phillipe Esclavier der einzige, der kämpfen nur um des Kämpfens willen ablehnt. Doch Raspeguy überredet ihn.
In Algerien sieht sich Raspeguy fehlender Zusammenarbeit und falschen Informationen der lokalen Administration gegenüber und greift mehr und mehr zu eigenmächtigen Handlungen. Er erpresst einen Bürgermeister mit dem Wissen, dass die von den Aufständischen benutzten Waffen aus der Waffenkammer der Behörden der Stadt stammen, um sich die Benutzung eines Hubschraubers zu sichern. Obwohl der Bürgermeister die Aufstellung der Wachposten in jeder Siedlung fordert, blockiert Raspeguy lieber die Gebirgsstraßen der Region und sucht nach den Aufständischen. In einer der Siedlungen werden die französischen Bewohner getötet – wie Rasperguy vermutet, von den arabischen Landarbeitern, die danach zu den Rebellen geflohen sind.
Die angeblichen Räuber, die Rasperguy mit seiner neuen Einheit unschädlich machen soll, entpuppen sich als gut bewaffnete und militärisch agierende Guerilla, die von Mahidi kommandiert werden. Drei Soldaten von Raspeguys Einheit werden von einem Zuarbeiter Mahidis in einen Hinterhalt gelockt und brutal umgebracht. Dies geschieht unmittelbar vor den Toren des Dorfes Rahlem. Capitaine Boisfeuras übt ohne weitere Untersuchung blutige Rache an allen männlichen Dorfbewohnern. Esclavier versucht, ihn zurückzuhalten, was ihm nicht gelingt.
Als Raspeguy davon erfährt, verurteilt er das Massaker, benutzt es aber dennoch als Warnung an die Einheimischen. Er übergibt Boisfeuras nicht dem Militärgericht und setzt sich dadurch selbst unter Druck, mittels weiterer Erfolge Nachfragen der Generalität zuvorzukommen.
Nachdem bekannt wird, dass ein Munitionstransport unterwegs ist, der die Kräfte der Aufständischen erheblich stärken würde, soll Raspeguy unautorisiert die Stadt Algier mit Kriegsrecht belegen, um die Zentrale der Widerstandsorganisation zu finden. Er hat Bedenken, wird jedoch vom zuständigen General mit dem Massaker von Rahlem unter Druck gesetzt.
In Algier wird Esclavier von Aisha, der Schwester Mahidis, in eine Liebelei verwickelt und missbraucht, um in Aishas Handtasche Sprengzünder durch die Kontrollen zu schmuggeln. Esclavier distanziert sich zunehmend, als er sieht, wie von seinen Kameraden Geständnisse unter Folter erpresst und durch Denunzianten erlangt werden, und er erkennt, dass Raspeguy dies nicht nur duldet. Dieser lässt unter Zeitdruck widerrechtlich die Polizeiakten beschlagnahmen und reihenweise Bürger verhören, immer in der Hoffnung, dass der Sieg ihm nachträglich recht geben wird. Dabei wird auch Aisha verhaftet, die Esclavier unter der Bedingung, dass Mahidi nicht getötet wird, den Aufenthaltsort von dessen Truppe verrät.
Dort angekommen, begibt sich Raspeguys Einheit in die letzte Schlacht. Boisfeuras hetzt um des Sieges willen Soldaten durch einen Engpass, wo sie reihenweise getroffen werden. Raspeguy entfernt von einem Militärhubschrauber, der bisher für den Abtransport Verwundeter benutzt worden war, das Schutzzeichen des Roten Kreuzes. Mit diesem Hubschrauber greift er dann die Aufständischen von hinten an. Schließlich wird der verwundete Mahidi entgegen der Abmachung von Boisfeuras erschossen. Raspeguy rechtfertigt dies wiederum mit dem militärischen Erfolg, woraufhin Esclavier den Dienst quittiert. In der Schlusssequenz werden Raspeguy, Boisfeuras und dem Rest der Einheit Orden verliehen, während Esclavier allein und in Zivil den Ort verlässt. Mit Freude sieht er, wie die Aufschrift „Indépendance“, die von einer Wand mühsam abgewischt wird, um die Ecke von einem Jungen an einer anderen Wand erneut aufgemalt wird.

## Kritiken
Bosley Crowther schrieb in der New York Times vom 15. September 1966, der historische Hintergrund sei lediglich ein Lippenbekenntnis. Der Film mit seinen Schießereien, Überfällen, Vietnamesen, Arabern und politischen Intrigen könne alle Zuschauer hellwach halten, die keine Historiker seien. Claudia Cardinale sei wahrscheinlich die hübscheste Spionin, wenn nicht die beste Schauspielerin im Film.
Das Lexikon des internationalen Films schrieb, der Film sei technisch überdurchschnittlich und in der Inszenierung der Massenszenen meisterlich. Er spare eine Zeichnung der politischen Zusammenhänge aus und erschöpfe sich im Vorzeigen grauenhafter Gemetzel, was ihn zum fragwürdigen Durchhaltefilm mit profranzösischer Note mache.
Zu einer ähnlichen Einschätzung gelangt der Evangelische Film-Beobachter: Leider in weit stärkerem Maße ein Durchhaltefilm als eine ernsthafte Auseinandersetzung mit dem Algerienkonflikt als solchem. Dieser Umstand beeinträchtigt das Interesse an dem Streifen und macht ein gefestigtes Urteilsvermögen erforderlich.
Prisma schreibt: „Mit großartigen Massenszenen, Kampf und Action beleuchtet Regisseur Mark Robson […] recht zweifelhaftes Kapitel französischer Geschichte  ohne es zu beschönigen. Am Ende seines meisterlich besetzten Films stellt er den Krieg überhaupt trefflich in Frage.“
Die Kritiker von Cinema sehen das ganz anders. Auch sie sahen einen „grandios inszenierter Kriegsfilm mit eindrucksvollen Action- und Massenszenen und erstklassiger Besetzung“ – „aber auch ein zynisches Stück Propaganda, das Frankreichs Fremdherrschaft über Algerien nie in Frage stellt. Zudem bewegt sich der Film äußerst unentschlossen zwischen Verherrlichung des Kriegshandwerks und moralischer Anklage. Ein schaler Nachgeschmack bleibt.“

## Hintergründe
Der Film wurde in Spanien, unter anderen in Madrid, gedreht. In Frankreich zählte man ca. 4,3 Millionen Kinozuschauer.
Die Figur des Lt. Colonel Pierre Raspeguy bezieht sich auf den französischen General Jacques Massu, den Kommandeur der 10. Fallschirmjägerdivision, der im September 1957 in der Kashba von Algier in der „Schlacht von Algier“ (Bataille d'Alger) erfolgreich gegen die Kämpfer der FLN gekämpft hatte und hierfür von den Franzosen in Algerien den Ehrentitel „Held von Algier“ verliehen bekam.